# Hula Fulla Dance
Hula Fulla Dance (フラフラダンス Furafuradansu?) es una película de anime japonesa de 2021 está dirigida por Seiji Mizushima y producida por Bandai Namco Pictures. La película se estrenó el 3 de diciembre de 2021 en Japón por Aniplex.

## Actores de voz
| Personaje      | Actor de voz original Japón |
| -------------- | --------------------------- |
| Hiwa Natsunagi | Haruka Fukuhara             |
| Ryota Suzukake | Dean Fujioka                |
| Kazuto Taira   | Yûki Yamada                 |

## Producción
Bandai Namco Pictures anunció el 4 de noviembre que está trabajando en la película de anime original titulada Hula Fulla Dance, el cual está programado para estrenarse en cines de Japón en verano de 2021. Se exhibirá en la sección de Animación Japonesa en el 34 ° Festival Internacional de Cine de Tokio, que se llevará a cabo del 30 de octubre al 8 de noviembre de 2021, y se pre-proyectará el 6 de noviembre.

## Estreno
Actualmente Hula Fulla Dance está programado para estrenarse en cines de Japón en verano de 2021 por Aniplex.